# Primærrute 52
Primærrute 52 er en hovedvej i Øst- og Midtjylland. Den løber fra Juelsminde mod nordvest via Horsens, Brædstrup, Silkeborg og Kjellerup og slutter ved mødet med Primærrute 26 ved Rindsholm nær Viborg.
Den samlede strækning har en længde på 96 km.
Syd for Silkeborg løber ruten gennem Søhøjlandet og Silkeborgskovene.